# Ottavio Bottecchia

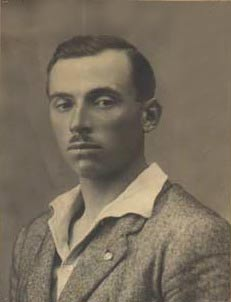
Ottavio Bottecchia

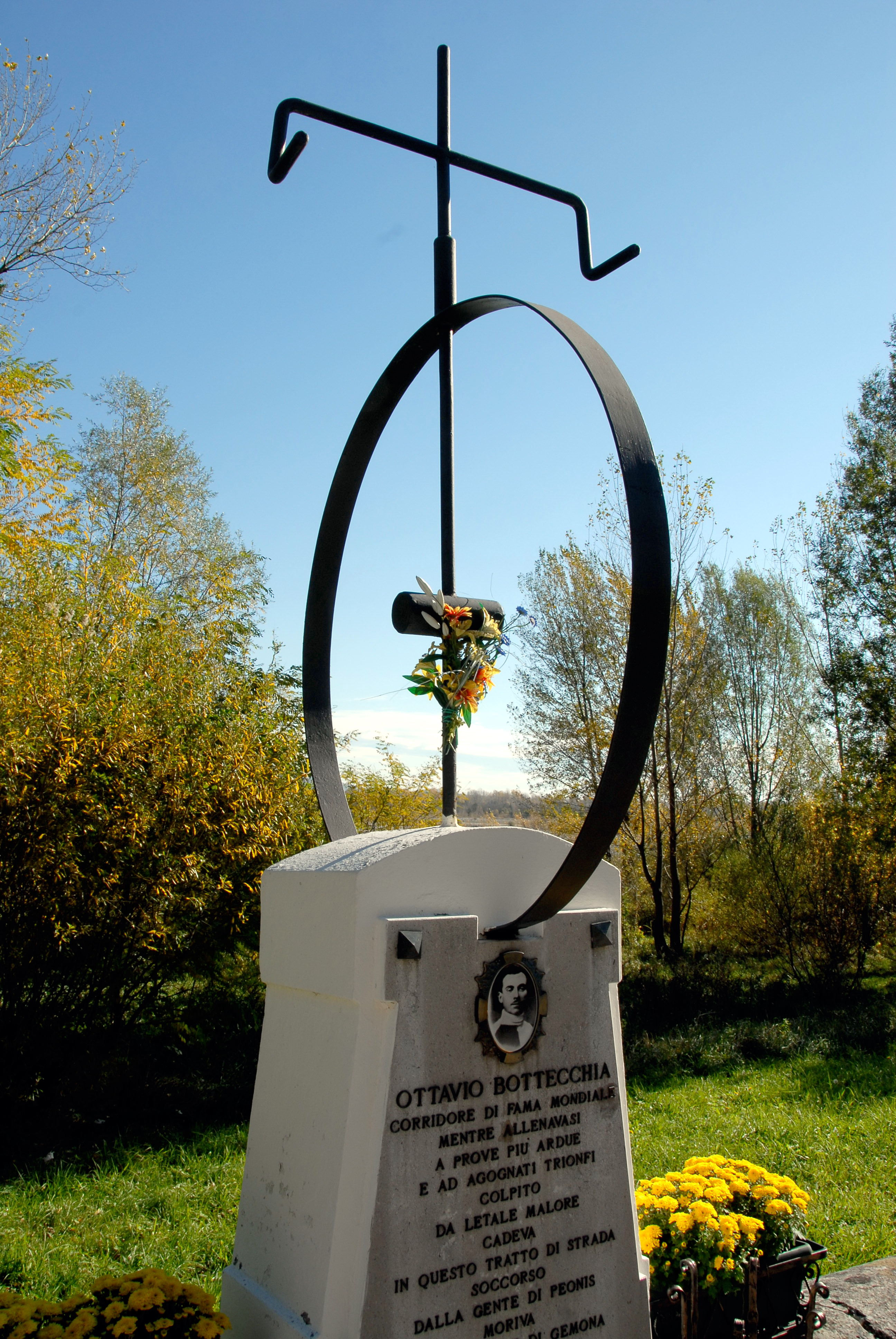
Denkmal für Bottecchia in der Gemeinde Trasaghis am Tagliamento

Ottavio Bottecchia (* 1. August 1894 in San Martino del Colle (Provinz Treviso); † 15. Juni 1927 in Gemona del Friuli) war ein italienischer Radrennfahrer. Er gewann als erster Italiener die Tour de France (1924 und 1925).

## Leben und Karriere
Unter dem Namen muratore del Friuli (der Maurer von Friaul) wurde Bottecchia mit 27 Jahren Radprofi. Davor hatte er als Maurer und Fuhrmann gearbeitet und war ein Jahr als Amateur aktiv. Am Ersten Weltkrieg hatte er als mit einem Fahrrad ausgerüsteter Gebirgsjäger teilgenommen. Er war mit der Medaglia di Bronzo al Valor Militare, der Bronze-Medaille für militärische Verdienste ausgezeichnet worden. Nach dem Ersten Weltkrieg hatte er einige Amateurrennen gewonnen, bevor er von Luigi Ganna, dem ersten Gesamtsieger des Giro d’Italia, engagiert wurde.
Bottecchia kann, neben Alfredo Binda und Costante Girardengo, als einer der ersten Stars des italienischen Radsports bezeichnet werden. Nachdem er 1923 bei Mailand–Sanremo den achten und im Giro als bester Fahrer ohne Team den fünften Platz erreicht hatte, wurde er vom Team Automoto engagiert und nahm im selben Jahr zum ersten Mal an der Tour de France teil. Dort trug Bottecchia das Gelbe Trikot des Spitzenreiters auf sechs Etappen und wurde Zweiter der Gesamtwertung. 1924 errang er das Gelbe Trikot in der ersten Etappe und trug es bis Paris, wo er Gesamtsieger wurde. Auch 1925 gelang ihm der Sieg der Tour. Er trug das Gelbe Trikot am Start und am Ziel, musste es aber im Verlauf des Rennens abgeben. 1926 gab Bottecchia nach der zehnten Etappe der Tour auf.
1927 wurde Bottecchia schwer verletzt in einem Straßengraben gefunden, worauf man von einem Trainingsunfall ausging. Nach zwölf Tagen erlag er seinen Verletzungen im Krankenhaus von Gemona del Friuli. Knapp zwei Jahrzehnte später gestand ein Bauer auf seinem Sterbebett, dass er Bottecchia mit einem Stein erschlagen habe, weil er diesen beim Stehlen einiger Trauben ertappt habe. Auch ein in die Vereinigten Staaten ausgewanderter Landsmann soll sich sterbend zum Mord an Bottecchia, als Auftragsmord, bekannt haben.

## Fahrradfabrik
Zusammen mit Todoro Carnielli begann Bottecchia 1926 mit der Herstellung von Fahrrädern, die unter dem Namen „Bottecchia“ vertrieben wurden. Nach seinem Tod setzte die Familie Carnielli die Geschäftstätigkeit fort und dehnte sie noch aus. Die Marke Bottecchia wurde mit den Jahren einer der größeren Hersteller von Touren- und Rennrädern. Im Jahr 2006 wurden mehr als 50.000 Fahrräder der Marke Bottecchia in Europa verkauft.

## Widmung
Zu Ehren Bottecchias wurde das Heimstadion von Pordenone Calcio in Pordenone Stadio Ottavio Bottecchia genannt.